# Devoirs du soir
Pour plus de détails, voir Fiche technique et Distribution.
Devoirs du soir (مشق شب, Mashgh-e chab) est un film documentaire iranien sorti en 1989, écrit et réalisé par Abbas Kiarostami. À travers ce film, Kiarostami s'attache à montrer le moule qu'est le système éducatif iranien et la perte de personnalité qu'il engendre.

## Synopsis
Des élèves répondent aux questions d'Abbas Kiarostami, sur le déroulement des devoirs à la maison. Il leur demande pourquoi ils n'ont pas fait leurs devoirs. On apprend également que pour ces mêmes enfants le mot punition a un sens tandis que celui de récompense n'en a aucun. 

## Fiche technique
- Titre : Devoirs du soir
- Titre original : مشق شب (Mashgh-e chab)
- Réalisation et scénario : Abbas Kiarostami
- Durée : 86 minutes
- Genre : Documentaire
- Format : couleur - Son : mono
- Date de sortie : 1989 ( Iran)

## Distribution
- Babak Ahmadpoor
- Farhang Akhavan
- Mohammad Reza Nematzadeh